# فلسفه نوافلاطونی
فلسفه نوافلاطونی یا فلسفه افلاطونی نوین (به انگلیسی: Neoplatonism)، آخرین مکتب فلسفهٔ یونان است و بیش‌تر به کارها و شرح‌ها و تعلقات فیلسوفانی چون فلوطین و شاگرد ش فرفوریوس بر کارهای افلاطون و ارسطو اشاره دارد. شکل قطعی این فلسفه را فلوطین، فیلسوف اسکندرانی، در قرن سوم میلادی به آن داد. فیلسوفان جهان کهن و همچنین فیلسوفان دوره نوزایش، که امروز جزو فلسفه‌دانان «نوافلاطونی» به شمار می‌روند، خودشان را «افلاطونی» می‌خواندند.

## خاستگاه اصطلاح نوافلاطونی
فلسفه نوافلاطونی به بسط دادنِ فلوطین نگره‌های فلسفی افلاطون را در سده سوم پس از میلاد مسیح گفته می‌شود. تحلیل و بررسی نگره‌های افلاطون بی‌درنگ در زمان او و پس از آن با ارسطو آغاز شد. میان زمان افلاطون تا فلسفه نوافلاطونی کمابیش ۶ سده فاصله است، که به این دوره، فلسفه میان‌-افلاطونی می‌گویند.
فلسفه نوافلاطونی تازگی تحلیل‌های فلوطین را در بر دارد. هرچند پیش از فلوطین نیز رسم تحلیل اندیشه‌های افلاطون وجود داشت، اما گمان این است، که تحلیل‌های فلوطین تفاوت‌های اساسی با تحلیل‌های پیشین داشته. تا مدت‌ها گمان بر این بود، که فلسفه نوافلاطونی همان فرضیات افلاطون است. تا در آغاز سده نوزدهم دین‌شناس آلمانی «فردریش شلایرماخر» نحستین اندیشمندی شد، که باور داشت فلسفه نوافلاطونی متفاوت از فلسفه افلاطونی است.

## آموزه‌ها
موضوع اصلی فلسفه نوافلاطونی مابعدالطبیعه‌ و هستی‌شناسی است. نوعی از وحدت و چندخدایی. به عنوان نوعی از عرفان، فلسفه نوافلاطونی شامل بخش‌های نظری و عملی است که بخش اول به وجود جهان غیر مادی و نشئت انسان از منبعی غیر مادی و معنوی اشاره دارد و بخش دوم شامل راهکارهای بازگشت به سوی این منبع است. در این فلسفه جهان مادی تنها تقلیدی از جهان معنوی یا واحد است.

## جهان واحد (جهان ذات)
یکی از باورهای فلسفه نوافلاطونی جهان واحد یا جهان ذات است. طبق این نگرش واقعیت اول بسیار ساده و غیر قابل وصف و شناخت است. این واقعیت اول یا همان جهان واحد آفریننده این جهان مادی است که در ان واقعیت اول به دو صورت خرد و نفس تحقق می‌یابد. این واقعیت و جهان واحد بسیار ساده است که می‌توان گفت اصلاً به هیچ وجه نمی‌توان آن را تعریف کرد.

## خالق یا ادراک
وجود مطلق خود را به صورت ادراک نمایان می‌کند که تصویری عینی از وجود مطلق است. این تصویر هم‌زمان هم وجود است هم فکر، هم ایده و هم آرمان. ادراک به عنوان ایماژ کاملاً با وجود مطلق مطابق است اما از نظر اشتقاق کاملاً متفاوت، این ادراک برای پلوتینوس بیانگر توانایی ذهن آدمی بود. ادراک برای فلسفه آرمان‌گرایی چون نوافلاطونی بسیار مهم است. درک انرژی است که با سازمان دهی جهان خارج آن را قابل فهم می‌کند.

## نفس
تصویر درک نفس است. نفس مانند خرد و درک غیر مادیست و همان رابطه باخرد و درک را دارد که آن با وجود مطلق. نفس بین پدیده‌ها و درک و خرد قرار می‌گیرد و برخلاف درک و خرد که کاملاً مستقل است می‌تواند با هردو (جهان و خرد) آمیخته شود. به عنوان موجودیتی واحد به وجود مطلق تعلق دارد اما هم‌زمان می‌تواند با نفس‌های دیگر آمیخته شود و همه با هم در راه خرد و درک باشند و به موجودیت مطلق بپیوندد یا اینکه با جهان پدیده‌ها تلفیق شوند.

## جهان پدیده
نفس به عنوان گوهری فعال جهان پدیده را محقق می‌کند. این جهان از نظر تمام نقاط باید با نفس در هماهنگی باشد. تا زمانی که انگاره و فکر ماده را کنترل می‌کند این دنیای پدیده خوب است، تصویریست از وجودیت واحد هرچند تار-و درجات خوب و بد در آن برای هماهنگی با مطلق است. اما در جهان واقعی هماهنگی با اختلافات و تفاوت جابه‌جا می‌شوند و نتیجه شهود و از بین رفتن، کشمکش و در نتیجه وجود خیالی است. دلیل این توجه نفس و بدن به ماده است. ماده به تنهایی نامشخص است و در نتیجه بدون وجود. در صورت جدایی از فکر و انگاره نتیجه اهریمن است که به تنهایی خود وجود ندارد بلکه نتیجه جهانی است که «دیگری» نه تنها (مطلق) برای هماهنگی استفاده می‌کند.

## عمل، عملکرد
در مرحله عملکردی و تجربی فلسفه نوافلاطونی، ادراک از همان راهی که آمده‌است به عقب بر می‌گردد تا به وجودیت مطلق خود برسد. در ابتدای امر باید ادراک خود را دریابد و به وجودش برسد که این امر با حسنات، که تجلی وجودیت مطلق است، محقق می‌شود. اما این حسنات برای بازگشت کافی نیستند، بعد از اینکه ادراک خود را دریافت نوبت به تهذیب می‌رسد. با این کار ادراک (روح) از متعلقات ساقط و دوباره به حالت معنویت بازمی‌گردد. اما هنوز مرحله بالاتری نیز وجود دارد. در این مرحله نهایی فرد به خود وجودیت مطلق تبدیل شده و با آن یکی می‌شود. لازمه این کار ابتدا تمجید و درک وجودیت مطلق است به عبارت دیگر با دید عرفان باید وجودیت مطلق را نگریست.
تفکر توانایی دستیابی به این وجودیت را ندارد و تنها راه ممکن مجهول بودن وجدایی کامل از متعلقات است.
این مرحله نیز با تمجید و تفکر موجودیات مادی در تنوع و هماهنگی آن‌ها شروع می‌شود، روح و ادراک در خود فرورفته و به خود بازمی‌گردد. سپس به نقاط عمیق وجودی خود وارد شده و وارد دنیای آرمان‌ها و انگاره‌ها می‌شود. در نهایت بازهم ندای فراتر به گوش می‌رسد که در این مرحله، بالاترین نقطهٔ تنش و تمرکز، در سکوت و جدایی از متعلقات، درک خود را رها می‌کند. وجودیت مطلق در این لحظه (عرفان) ظاهر می‌شود.

## طبقه‌بندی آسمانی
فلسفه مذهبی فلوطین برای وی کافی بود اما تلاش می‌کرد تا در مکاتب دیگر نیز نقطهٔ تکیه پیدا کند. مفهوم کلی وجودیت مطلق (خدا) و وجود ابتدایی است که همه چیز گونه‌ای از تجلی اوست.
طبق نظر پلوتینوس خداوند وجودیت مطلق است که در طبقات مختلف تجلی او می‌باشد.
فیلسوفان نوافلاطونی بعد از پلوتینوس چند طبقه مانند فرشتگان، اهریمن، خدایان و موجودات دیگر به این طبقه‌بندی اضافه کردند.

## وجودیت واحد
خداوند، خوبی مطلق، پایه وغیر قابل توصیف.

## خدایان فرا کیهانی
کسانی که ذات، زندگی و روح را می‌سازند.‌.

## خالق
خلق‌کننده

## خدایان کیهانی
آفریننده ماده، طبیعت وجهان و خدایان مذاهب قدیمی.

## رستگاری
نوافلاطونی‌ها معتقد بودند که تکامل و شادی، نیاز به زندگی پس از مرگ، در این زندگی امکان‌پذیر است. این تکامل با تفکر فلسفی قابل دسترسی می‌باشد.
آنها به وجود مستقل بدی و شیطانی باور نداشتند. بلکه آن را مانند تاریکی می‌دیدند و وجود آن‌ها را نسبی و به علت عدم وجود خوبی یا نور (در مورد تاریکی) می‌دانستند.
این ایده به نوبه خود از مسائل مهم آموزشی در فلسفه نوافلاطونی برای بیان بازگشت به سوی وجودیت مطلق است.
نوافلاطونی‌ها به وجود از قبل روح و فناناپذیری آن معتقدند. روح آدمی از دوبخش عقلانی و غیرعقلانی تشکیل شده که قسمت بیشتر آن را بخش عقلانی ومنطقی تشکیل می‌دهد.
به هنگام بازگشت به سوی وجودیت مطلق پس از مرگ فیزیکی روح وارد مرحله‌ای از پس زندگی می‌شود که طبق قاعده حلول عمل می‌کند.
ارواح بسیار پاک در مراحل بالاتری می‌مانند اما ارواحی که کامکلا پاک نیستند به صورت موجودات دیگر تحقق میابند تا دوباره پاک شوند. طبق نظریه پلوتینوس یا به صورت انسان‌های دیگر یا حیوانات. اما پورفیری معتقد بود که روح آدمی تنها در انسان‌های دیگر تجلی میابد و بعد از پاک شدن و تهذیب کامل با روح جهانی یکی شده و دیگر به دنیای فانی سقوط نمی‌کند.

## فیلسوفان
آمونیوس ساکاس (تولد نامشخص، مرگ۲۶۵پس از میلاد) از پایه‌گذاران فلسفه نوافلاطونی بود. اطلاعات فراوانی از او در دست نیست، اما آموزگار فلوطین بود و باور داشت که فلسفه افلاطون و ارسطو با هم هماهنگ اند. فلوطین (۲۷۰-۲۰۵) را پایه‌گذار و پدر فلسفه نوافلاطونی می‌دانند. او در زندگی زیر اثر آموزه‌های یونان باستان، هندو و مصری قرار گرفت و اندیشه‌های متافیزیکی اش در مسیحیت، اسلام و یهودیت تحلیل شدند. به باور او یک وجودیت احد و مطلق وجود دارد که از همه چیز برتر است و همه چیز تجلی او است. این وجودیت به دور از هرگونه اصول وجود است و این مفهوم «وجودیت» را ما با توجه به تجربیات انسانی انتخاب کرده‌ایم. این موجودیت واحد و مطلق نمی‌تواند یک موجود یا جمع همه موجودات باشد.

## فرفوریوس
شاگرد فلوطین که نوشتن زندگی‌نامه او را نیز به عهده داشت. فرفوریوس در زمینه‌های مختلف مانند دین‌شناسی، موسیقی و فلسفه فعالیت داشته و یکی از مخالفان مسیحیت بود.

## قرون وسطا و فلسفه نوافلاطونی
این فلسفه در بسیاری از مسیحیان تأثیرگذار بود. به عنوان مثال آگوستین. آگوستین معتقد بود که شیطان و بدی دارای وجود مستقل است و خداوند از ماده ساخته شده‌است. بعد از تأثیر گرفتن از نوافلاطونی‌ها وی متوجه شد که خداوند وجودی مستقل از ماده است.
با توجه به مرکزیت فلسفهٔ نوافلاطونی در باورهایشان، نوافلاطونی‌ها این باور عرفان را که خدا خالق کیهان و جهان مادی را در فلسفهٔ افلاطون تأکید می‌کرد تکذیب نمودند و فلسفه نوافلاطونی را نوع قاعده مند و درست فلسفهٔ افلاطونی خواندند.
بعد از بسته شدن مدرسه آتن توسط جانشینان اول، این فلسفه به صورت مادی در مدارس اسکندریه مورد مطالعه قرار گرفت.

## فلسفه نوافلاطونی و اسلام
فلاسفهٔ مسلمان زیادی از افکار نوافلاطونی در دیدگاه‌های خود استفاده کرده‌اند.
تلاش آن‌ها برای توافق فلسفه نوافلاطونی و محدودیت‌های توحیدی اسلام بود.
سه دلیل برای به‌کارگیری فلسفهٔ نوافلاطونی توسط دنیای اسلامی وجود دارد:
۱_در دسترس بودن کتب این فلسفه برای اعراب
۲_نزدیکی مرزی کشورهای اسلامی و مرکزیت فلسفه نوافلاطونی
۳_نگرش عرفانی نوافلاطونی‌ها که مانند نگرش‌های اسلامی چون صوفی‌ها بود.
فلسفه نو افلاطونی اسلامی با نوافلاطونی سنتی در این تفاوت دارد که فلسفه اسلامی آن را با دین‌شناسی مخلوط کرد و تعریف آن از موجودیت مطلق را به خدا معرفی شده در کتب مذهبی و آسمانی خود نسبت داد.
آنها مفهوم واحد را به خدای کتاب آسمانی خود نسبت دادند و او را هوشی معنوی خواندند. پلوتینوس با ایدهٔ جهان هوشمند مخلوق یک قدرت معنوی مخالف بود.

## رنسانس و نوافلاطونی‌ها
فلسفه نوافلاطونی نه تنها بازگردان افکار افلاطون، که ساختمان افکار فلوطین بود که سازه‌هایی از فلسفه‌های افلاطون، ارسطو، فیثاغورس و فیلسوفان رواقی را با خود داشت. مارسیلیو فیچینو، از دانشوران روزگار نوزایش، که ترجمه بسیاری از کتاب‌های یونانی را به لاتین عهده‌دار بود. شخص برتر بعدی پیکو دلامیر ندولا بود که علاوه بر علمش به زبان یونانی و لاتین به زبان عربی و عبری نیز مسلط بود اما به دلیل اینکه جبههٔ مخالف کلیسا را داشت کارهای او با ممنوعیت مواجه شد.
فلاسفهٔ نوافلاطونی مدرن مانند گوته، هگل، شیلر، شلینگ و… به این دلیل به این نام خوانده می‌شوند که از سنت‌های فلسفی مادی‌گرایانهٔ غرب جدا شده‌اند.